# 日比谷站

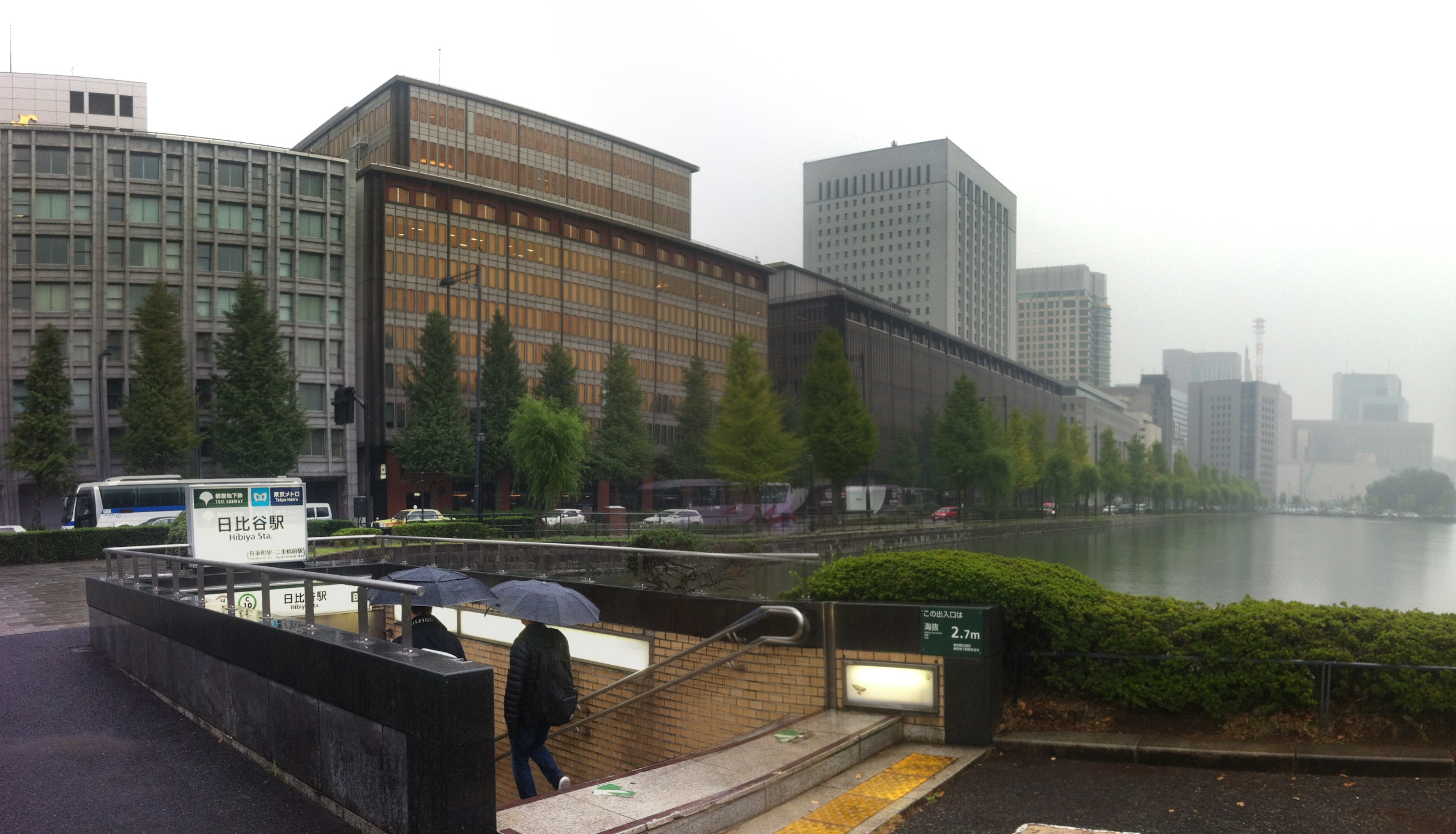
B6出入口（2014年10月）

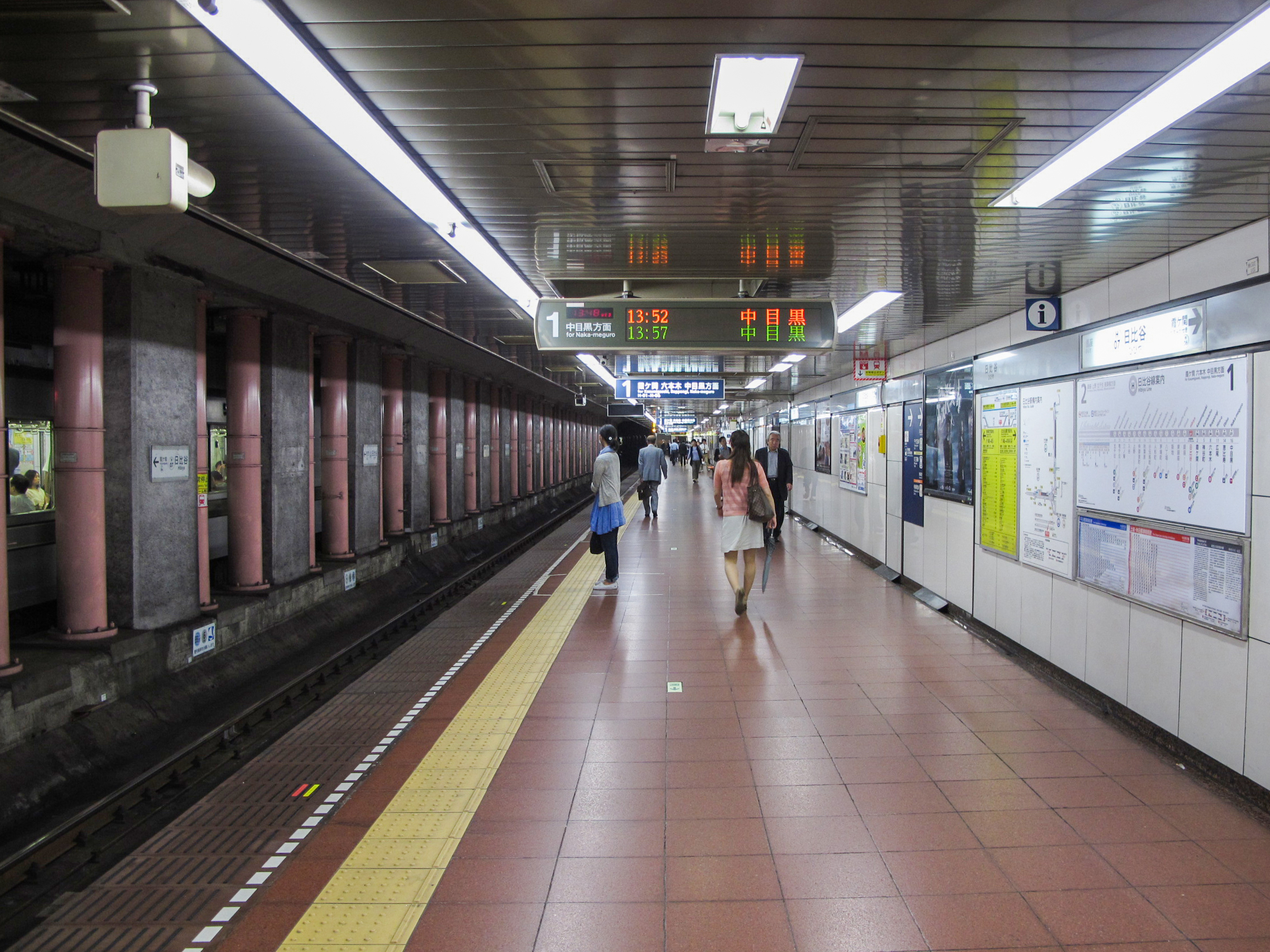
日比谷線月台（2013年6月）

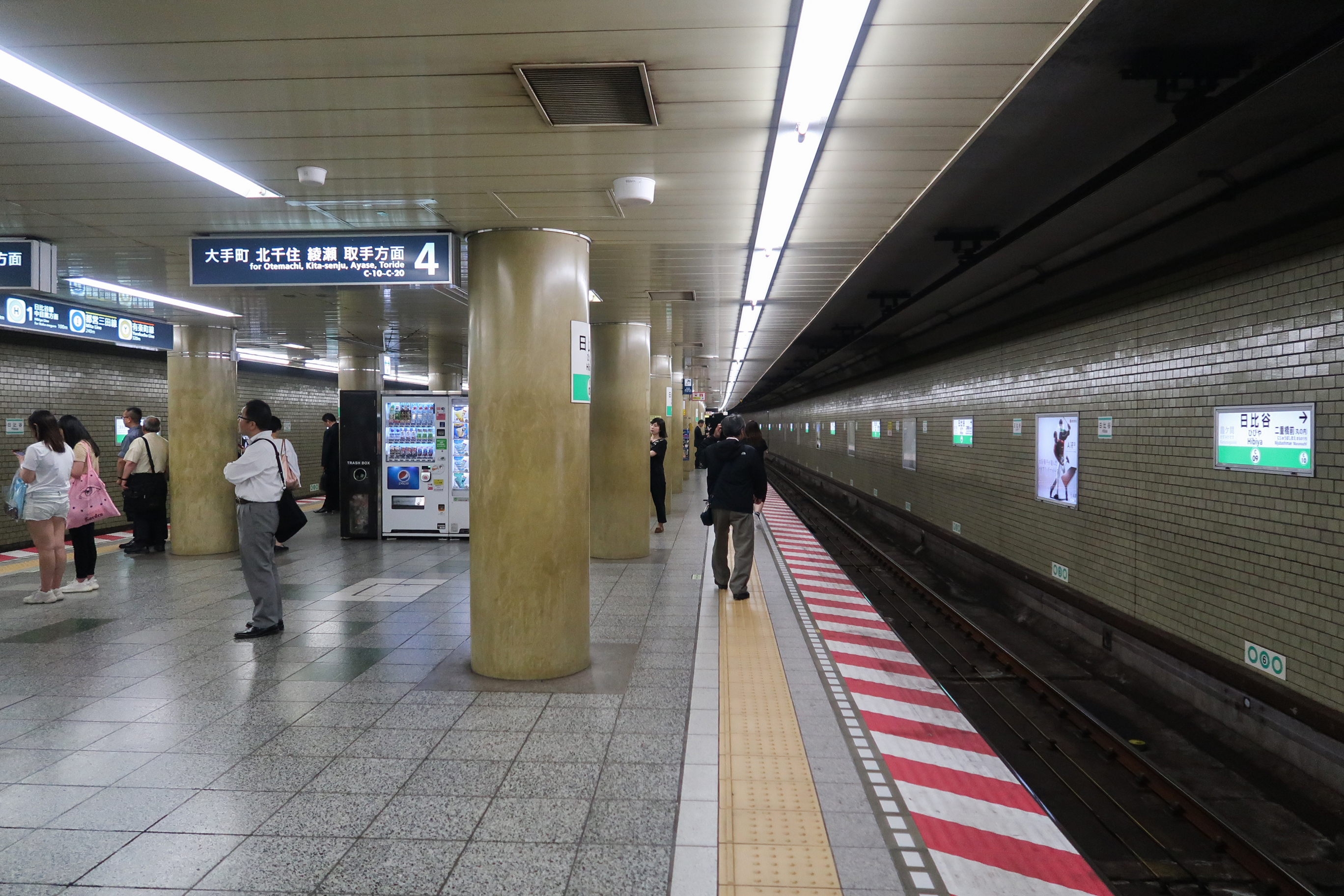
千代田線月台（2019年8月）

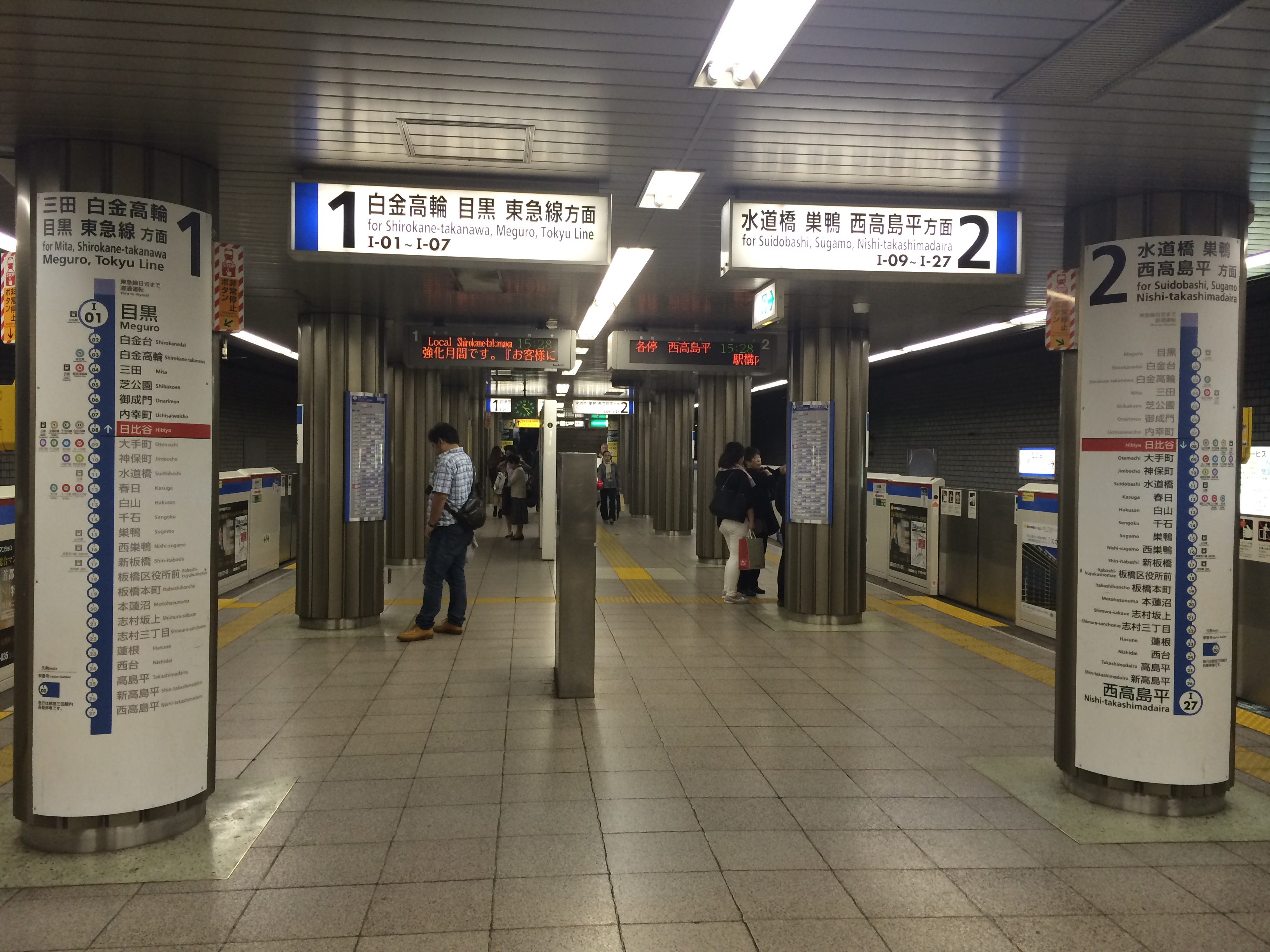
三田線月台（2016年10月）

日比谷站（日语：／ Hibiya eki */?）是位於日本東京都千代田區有樂町一丁目，屬於東京地下鐵、東京都交通局（都營地下鐵）的鐵路車站。

## 停靠路線
此站有東京地下鐵日比谷線、千代田線與都營地下鐵三田線3條路線停靠。日比谷線車站編號為H 08，千代田線為C 09，三田線為I 08。
由於鄰近東日本旅客鐵道（JR東日本）山手線、京濱東北線與東京地下鐵有樂町線的有樂町站，因此是有樂町線的轉乘站。雖然能與JR線轉乘，但對千代田線來說距離稍遠。
日比谷線、千代田線往有樂町線有樂町站方向可利用都營三田線剪票口附近的通道。該通道由東京都交通局管轄，導覽基本上以都營線為基準。本站往東側的銀座站與東銀座站、北側的大手町站、東京站皆有地下通道連結。
都營地下鐵三田線延伸至目黑以前，6300形的自動廣播轉乘內容也包含JR線。

## 歷史
- 1964年（昭和39年）8月29日：帝都高速度交通營團（營團地下鐵）日比谷線車站開業。
- 1971年（昭和46年）3月20日：營團地下鐵千代田線車站開業。
- 1972年（昭和47年）6月30日：都營地下鐵6號線車站開業。
- 1974年（昭和49年）10月30日：營團地下鐵有樂町線的有樂町站開業，開始轉乘業務。
- 1978年（昭和53年）7月1日：都營地下鐵6號線改稱三田線。
- 2004年（平成16年）4月1日：營團地下鐵民營化。日比谷線、千代田線車站由東京地下鐵繼承。
- 2018年（平成30年）10月13日：千代田線月台啟用月台閘門。

## 車站構造

### 東京地下鐵
日比谷線為側式月台2面2線的地下車站。剪票口位於地下2樓，月台位於地下3樓，之間有電梯與電扶梯可利用。
千代田線為島式月台1面2線的地下車站。剪票口位於地下1樓，月台位於地下2樓，之間有電梯與電扶梯可利用。
日比谷線霞關側與千代田線二重橋前側之間有連絡通道直通。由於付費區內沒有其他連絡通道，若從不同路線的剪票口進站，須經由月台與連絡通道前往搭車月台。
每年10月鐵道之日前在日比谷公園舉行「鐵道節」（鉄道フェスティバル）時，千代田線霞關側剪票口附近也會設置攤位。

#### 月台配置
| 月台                    | 路線     | 目的地                         |
| ----------------------- | -------- | ------------------------------ |
| 日比谷線月台（地下3樓） |          |                                |
| 1                       | 日比谷線 | 霞關、六本木、中目黑方向       |
| 2                       | 日比谷線 | 銀座、上野、北千住、南栗橋方向 |
| 千代田線月台（地下2樓） |          |                                |
| 3                       | 千代田線 | 代代木上原、伊勢原方向         |
| 4                       | 千代田線 | 大手町、北千住、綾瀨、取手方向 |

（來源: 東京地下鐵:構內圖 （页面存档备份，存于））

### 東京都交通局
島式1面2線的地下車站。剪票口位於地下1樓、月台位於地下2樓，之間有電梯與電扶梯可利用。
站內設有三處剪票口。
2016年3月31日以前，本站是日比谷站務管理所所在站，管理三田線三田站 - 千石站間各站。2016年4月1日起，東京都交通局實施車站管區制，本站成為日比谷站管區所在站，前述的日比谷站務管理所廢止
。
大手町側的付費區外自由通道是與千代田線二重橋前站共用。剪票口外有定期券售票處以及便利商店型商店「Grand Merci」（グランメルシー）。
2001年3月起數年，製藥公司三共（現第一三共）在站內展示壁面廣告。
另外，本站剪票口附近有至地上的電梯，但由於是帝國劇場所有，有限制使用時間。

#### 月台配置
| 月台 | 路線   | 目的地                     |
| ---- | ------ | -------------------------- |
| 1    | 三田線 | 白金高輪、目黑、日吉方向   |
| 2    | 三田線 | 大手町、巢鴨、西高島平方向 |

（來源：都營地下鐵:車站構內圖 （页面存档备份，存于））
- 列車的停止位置目標（日语：停止位置目標）分別在南行的內幸町側前端、北行的月台中央附近。大手町側前端皆不停靠列車。
- 本站大手町側有條上行線往下行線的橫渡線。

## 利用狀況
- 東京地下鐵 - 2017年度1日平均上下車人次為105,614人[使用人數 1]。
東京地下鐵全部130個車站當中排名38位。
  - 若包含東京地下鐵線內轉乘人次，2017年度各路線1日平均上下車人次如下。
    - 日比谷線 - 133,168人 - 同線內次於北千住站、中目黑站、茅場町站、銀座站、霞關站、六本木站位居第7位。
    - 千代田線 - 122,698人 - 同線內次於綾瀨站、北千住站、代代木上原站、大手町站、表參道站、西日暮里站排名第7位。
- 都營地下鐵 - 2017年度1日平均上下車人次為86,185人（上車人次42,903人、下車人次43,282人）[使用人數 2]。
三田線全部27個車站當中次於巢鴨站名列第6位。

各年度1日平均上下車人次如下表。
| 年度               | 營團 / 東京地下鐵  | 營團 / 東京地下鐵 | 都營地下鐵         | 都營地下鐵 |
| 年度               | 1日平均 上下車人次 | 增長率            | 1日平均 上下車人次 | 增長率     |
| ------------------ | ------------------ | ----------------- | ------------------ | ---------- |
| 2003年（平成15年） |                    |                   | 64,401             | −2.1%      |
| 2004年（平成16年） | 88,867             |                   | 64,052             | −0.5%      |
| 2005年（平成17年） | 89,239             | 0.4%              | 65,872             | 2.8%       |
| 2006年（平成18年） | 90,985             | 2.0%              | 67,848             | 3.0%       |
| 2007年（平成19年） | 98,491             | 8.2%              | 70,739             | 4.3%       |
| 2008年（平成20年） | 98,621             | 0.1%              | 72,462             | 2.4%       |
| 2009年（平成21年） | 96,864             | −1.8%             | 72,470             | 0.0%       |
| 2010年（平成22年） | 95,142             | −1.8%             | 72,212             | −0.4%      |
| 2011年（平成23年） | 90,874             | −4.5%             | 70,639             | −2.2%      |
| 2012年（平成24年） | 94,118             | 3.6%              | 73,990             | 4.7%       |
| 2013年（平成25年） | 97,780             | 3.9%              | 76,608             | 3.5%       |
| 2014年（平成26年） | 98,756             | 1.0%              | 78,164             | 2.0%       |
| 2015年（平成27年） | 101,464            | 2.7%              | 81,200             | 3.9%       |
| 2016年（平成28年） | 104,222            | 2.7%              | 83,656             | 3.0%       |
| 2017年（平成29年） | 105,614            | 1.3%              | 86,185             | 3.0%       |

### 各年度1日平均上車人次（1964年－2000年）
各年度1日平均上車人次推移如下表。
| 年度               | 營團     | 營團     | 都營地下鐵 | 來源              |
| 年度               | 日比谷線 | 千代田線 | 都營地下鐵 | 來源              |
| ------------------ | -------- | -------- | ---------- | ----------------- |
| 1964年（昭和39年） | 6,601    | 未 開 業 | 未 開 業   | [ 東京都統計 1 ]  |
| 1965年（昭和40年） | 8,506    | 未 開 業 | 未 開 業   | [ 東京都統計 2 ]  |
| 1966年（昭和41年） | 9,161    | 未 開 業 | 未 開 業   | [ 東京都統計 3 ]  |
| 1967年（昭和42年） | 10,339   | 未 開 業 | 未 開 業   | [ 東京都統計 4 ]  |
| 1968年（昭和43年） | 11,456   | 未 開 業 | 未 開 業   | [ 東京都統計 5 ]  |
| 1969年（昭和44年） | 13,354   | 未 開 業 | 未 開 業   | [ 東京都統計 6 ]  |
| 1970年（昭和45年） | 15,345   | 6,000    | 未 開 業   | [ 東京都統計 7 ]  |
| 1971年（昭和46年） | 19,333   | 11,407   | 未 開 業   | [ 東京都統計 8 ]  |
| 1972年（昭和47年） | 27,942   | 18,104   | 22,676     | [ 東京都統計 9 ]  |
| 1973年（昭和48年） | 33,000   | 23,548   | 25,090     | [ 東京都統計 10 ] |
| 1974年（昭和49年） | 39,553   |          | 24,016     | [ 東京都統計 11 ] |
| 1975年（昭和50年） | 40,721   |          | 27,366     | [ 東京都統計 12 ] |
| 1976年（昭和51年） | 25,011   | 16,123   | 28,899     | [ 東京都統計 13 ] |
| 1977年（昭和52年） | 25,567   | 17,167   | 30,586     | [ 東京都統計 14 ] |
| 1978年（昭和53年） | 24,989   | 19,173   | 30,403     | [ 東京都統計 15 ] |
| 1979年（昭和54年） | 25,044   | 20,678   | 30,052     | [ 東京都統計 16 ] |
| 1980年（昭和55年） | 25,414   | 21,332   | 33,449     | [ 東京都統計 17 ] |
| 1981年（昭和56年） | 26,290   | 22,047   | 34,660     | [ 東京都統計 18 ] |
| 1982年（昭和57年） | 26,816   | 22,329   | 35,671     | [ 東京都統計 19 ] |
| 1983年（昭和58年） | 27,765   | 23,060   | 34,552     | [ 東京都統計 20 ] |
| 1984年（昭和59年） | 29,359   | 24,233   | 38,781     | [ 東京都統計 21 ] |
| 1985年（昭和60年） | 30,488   | 24,332   | 38,896     | [ 東京都統計 22 ] |
| 1986年（昭和61年） | 30,877   | 25,764   | 39,701     | [ 東京都統計 23 ] |
| 1987年（昭和62年） | 31,358   | 26,541   | 40,893     | [ 東京都統計 24 ] |
| 1988年（昭和63年） | 32,359   | 27,118   | 42,534     | [ 東京都統計 25 ] |
| 1989年（平成元年） | 31,395   | 26,975   | 41,622     | [ 東京都統計 26 ] |
| 1990年（平成02年） | 31,619   | 27,132   | 41,784     | [ 東京都統計 27 ] |
| 1991年（平成03年） | 31,333   | 26,112   | 41,055     | [ 東京都統計 28 ] |
| 1992年（平成04年） | 30,833   | 25,595   | 16,770     | [ 東京都統計 29 ] |
| 1993年（平成05年） | 30,773   | 25,134   | 40,795     | [ 東京都統計 30 ] |
| 1994年（平成06年） | 30,351   | 24,353   | 40,488     | [ 東京都統計 31 ] |
| 1995年（平成07年） | 29,090   | 23,251   | 38,923     | [ 東京都統計 32 ] |
| 1996年（平成08年） | 28,926   | 21,729   | 37,762     | [ 東京都統計 33 ] |
| 1997年（平成09年） | 27,923   | 21,877   | 37,058     | [ 東京都統計 34 ] |
| 1998年（平成10年） | 26,775   | 21,762   | 34,822     | [ 東京都統計 35 ] |
| 1999年（平成11年） | 25,041   | 21,418   | 33,350     | [ 東京都統計 36 ] |
| 2000年（平成12年） | 24,690   | 21,162   | 33,370     | [ 東京都統計 37 ] |

### 各年度1日平均上車人次（2001年以後）
| 年度               | 營團 / 東京地下鐵 | 營團 / 東京地下鐵 | 都營地下鐵 | 來源              |
| 年度               | 日比谷線          | 千代田線          | 都營地下鐵 | 來源              |
| ------------------ | ----------------- | ----------------- | ---------- | ----------------- |
| 2001年（平成13年） | 24,301            | 21,770            | 32,542     | [ 東京都統計 38 ] |
| 2002年（平成14年） | 23,732            | 21,559            | 32,819     | [ 東京都統計 39 ] |
| 2003年（平成15年） | 24,008            | 20,962            | 32,049     | [ 東京都統計 40 ] |
| 2004年（平成16年） | 23,874            | 20,266            | 31,742     | [ 東京都統計 41 ] |
| 2005年（平成17年） | 24,189            | 20,271            | 32,633     | [ 東京都統計 42 ] |
| 2006年（平成18年） | 24,800            | 20,630            | 33,629     | [ 東京都統計 43 ] |
| 2007年（平成19年） | 26,825            | 22,459            | 35,096     | [ 東京都統計 44 ] |
| 2008年（平成20年） | 26,885            | 22,795            | 36,101     | [ 東京都統計 45 ] |
| 2009年（平成21年） | 26,178            | 22,537            | 36,086     | [ 東京都統計 46 ] |
| 2010年（平成22年） | 26,041            | 21,915            | 35,955     | [ 東京都統計 47 ] |
| 2011年（平成23年） | 25,359            | 20,633            | 35,227     | [ 東京都統計 48 ] |
| 2012年（平成24年） | 26,431            | 20,923            | 36,743     | [ 東京都統計 49 ] |
| 2013年（平成25年） | 27,654            | 21,643            | 38,131     | [ 東京都統計 50 ] |
| 2014年（平成26年） | 27,816            | 22,128            | 38,897     | [ 東京都統計 51 ] |
| 2015年（平成27年） | 28,601            | 22,702            | 40,462     | [ 東京都統計 52 ] |
| 2016年（平成28年） | 29,156            | 23,581            | 41,674     | [ 東京都統計 53 ] |
| 2017年（平成29年） |                   |                   | 42,903     |                   |

備註
1. ↑  1964年8月29日開業。開業日から翌年3月31日までの計215日間を集計したデータ。
2. ↑  1971年3月20日開業。開業日から同年3月31日までの計12日間を集計したデータ。
3. ↑  1972年6月30日開業。開業日から翌年3月31日までの計244日間を集計したデータ。

## 車站周邊
- 東日本旅客鐵道（JR東日本）有樂町站
- JR東日本京葉線東京站 - 三田線大手町側出口（B7出入口）導覽。千代田線在二重橋前站前往較為方便。
- 國道1號（日比谷通）
- 日比谷公園
  - 市政會館
  - 日比谷公會堂
  - 野外音樂堂（大小）
  - 千代田區立日比谷圖書文化館
  - 「綠與水的市民學院」（緑と水の市民カレッジ）
  - 日比谷綠色沙龍（日比谷グリーンサロン）
  - Felice Garden日比谷（フェリーチェガーデン日比谷）
  - 松本樓（洋風餐廳）
- 日生劇場（日语：日生劇場）
- 東京寶塚大廈
  - 東京寶塚劇場
  - TOHO CINEMAS斯卡拉座（日语：TOHOシネマズスカラ座）
  - TOHO CINEMAS御幸座（日语：TOHOシネマズみゆき座）
- 東寶THEATER CREATION大廈（東宝シアタークリエビル ）
  - Theatre Creation（日语：シアタークリエ）
  - remm日比谷（日语：阪急阪神ホテルズ）
- 東寶日比谷大廈（日语：東宝日比谷ビル）
  - 東寶本社
  - 日比谷Chanter（日语：東宝日比谷ビル）
  - TOHO CINEMAS CHANTER（日语：TOHOシネマズシャンテ）
  - 合歡廣場（日语：合歓の広場）
- 東京帝國飯店
  - 帝國飯店內郵便局
- 三井住友銀行本店
- 日本放送本社
- 東京半島酒店
- 丸之內警察署（日语：丸の内警察署）
- 丸之內消防署（日语：丸の内消防署）
- DN Tower 21（日语：DNタワー21）
  - 第一生命保險本社
  - 農林中央金庫（日语：農林中央金庫）本店
  - 第一生命館內郵便局
- 帝劇大廈
  - 帝國劇場
  - 出光興產本社
  - 出光美術館
- 東京會舘（日语：東京會舘）
- 東京商工會議所大廈
  - 東京商工會議所（日语：東京商工会議所）
  - 日本商工會議所
  - 東京中央郵便局丸之內分室
- 富士大廈
  - 千代田丸之內郵便局
- 東京國際論壇
- 皇居
  - 皇居外苑
- 霞關官廳街
- 有樂町中心大廈（日语：有楽町センタービル）（有樂町MULLION）

## 路線巴士
日比谷
- 都營巴士、東急巴士
  - B1出口附近
    - <東98> 往等等力操車所前（經赤羽橋站前、白金高輪站前、目黑站） （東急）

  - A10出口附近
    - <東98> 往東京站南口 （東急）

  - A6出口附近
    - <都03> 往晴海埠頭（經勝鬨站） （都營）

  - A9出口附近
    - <都03> 往四谷站（經三宅坂） （都營）

第一生命（B1出口附近）、三信大樓（A9出口附近）
- 日之丸自動車興業（日语：日の丸自動車興業）
  - <丸之內Shuttle（日语：丸の内シャトル）> 往三菱大樓、產經大樓（日语：サンケイビル）、東京皇宮飯店方向 ※三信大樓班次僅限平日

帝國飯店
- 東京空港交通
  - 往成田機場

## 站名由來
來自於車站附近的「日比谷公園」。
由於也鄰近皇居與皇居外苑，曾計畫作為站名但遭當時政府與宮內廳否決，因此改為「日比谷」。

## 相鄰車站
東京地下鐵
 日比谷線
霞關（H 07）－日比谷（H 08）－銀座（H 09）
 千代田線
霞關（C 08）－日比谷（C 09）－二重橋前〈丸之內〉（C 10）
 都營地下鐵
 三田線
內幸町（I 07）－日比谷（I 08）－大手町（I 09）

### 來源
地下鐵1日平均使用人數
1. ↑  各駅の乗降人員ランキング （页面存档备份，存于） - 東京メトロ
2. ↑  各駅乗降人員一覧 （页面存档备份，存于） - 東京都交通局

地下鐵統計資料
1. ↑  各種報告書 （页面存档备份，存于） - 関東交通広告協議会
2. ↑  .   [2017-03-12]. （原始内容存档于2016-04-01）.
3. ↑  行政基礎資料集 （页面存档备份，存于） - 千代田区

東京都統計年鑑
1. ↑  .   [2019-01-06]. （原始内容存档于2015-06-29）.
2. ↑  .   [2019-01-06]. （原始内容存档于2016-03-05）.
3. ↑  .   [2019-01-06]. （原始内容存档于2016-03-05）.
4. ↑  .   [2019-01-06]. （原始内容存档于2016-03-05）.
5. ↑  .   [2019-01-06]. （原始内容存档于2016-03-05）.
6. ↑  .   [2019-01-06]. （原始内容存档于2016-03-05）.
7. ↑  .   [2019-01-06]. （原始内容存档于2016-03-05）.
8. ↑  .   [2019-01-06]. （原始内容存档于2015-06-29）.
9. ↑  .   [2019-01-06]. （原始内容存档于2015-06-29）.
10. ↑  .   [2019-01-06]. （原始内容存档于2015-06-29）.
11. ↑  .   [2019-01-06]. （原始内容存档于2016-03-05）.
12. ↑  .   [2019-01-06]. （原始内容存档于2016-06-02）.
13. ↑  .   [2019-01-06]. （原始内容存档于2015-06-29）.
14. ↑  .   [2019-01-06]. （原始内容存档于2016-03-05）.
15. ↑  .   [2019-01-06]. （原始内容存档于2015-06-29）.
16. ↑  .   [2019-01-06]. （原始内容存档于2016-03-05）.
17. ↑  .   [2019-01-06]. （原始内容存档于2016-03-05）.
18. ↑  .   [2019-01-06]. （原始内容存档于2016-03-05）.
19. ↑  .   [2019-01-06]. （原始内容存档于2015-06-29）.
20. ↑  .   [2019-01-06]. （原始内容存档于2015-06-29）.
21. ↑  .   [2019-01-06]. （原始内容存档于2015-06-29）.
22. ↑  .   [2019-01-06]. （原始内容存档于2016-03-05）.
23. ↑  .   [2019-01-06]. （原始内容存档于2016-03-05）.
24. ↑  .   [2019-01-06]. （原始内容存档于2015-06-29）.
25. ↑  .   [2019-01-06]. （原始内容存档于2016-03-05）.
26. ↑  .   [2019-01-06]. （原始内容存档于2016-03-05）.
27. ↑  .   [2019-01-06]. （原始内容存档于2016-03-05）.
28. ↑  .   [2019-01-06]. （原始内容存档于2016-03-05）.
29. ↑  .   [2017-03-12]. （原始内容存档于2013-08-15）.
30. ↑  .   [2017-03-12]. （原始内容存档于2013-02-03）.
31. ↑  .   [2017-03-12]. （原始内容存档于2013-02-03）.
32. ↑  .   [2017-03-12]. （原始内容存档于2013-02-03）.
33. ↑  .   [2017-03-12]. （原始内容存档于2013-02-03）.
34. ↑  .   [2017-03-12]. （原始内容存档于2016-03-04）.
35. ↑  平成10年PDF
36. ↑  平成11年PDF
37. ↑  .   [2017-03-12]. （原始内容存档于2016-03-04）.
38. ↑  .   [2017-03-12]. （原始内容存档于2016-03-04）.
39. ↑  .   [2017-03-12]. （原始内容存档于2017-07-29）.
40. ↑  .   [2017-03-12]. （原始内容存档于2017-07-29）.
41. ↑  .   [2017-03-12]. （原始内容存档于2017-07-29）.
42. ↑  .   [2017-03-12]. （原始内容存档于2017-07-29）.
43. ↑  .   [2017-03-12]. （原始内容存档于2017-07-29）.
44. ↑  .   [2017-03-12]. （原始内容存档于2017-07-29）.
45. ↑  .   [2017-03-12]. （原始内容存档于2017-07-29）.
46. ↑  .   [2017-03-12]. （原始内容存档于2016-03-26）.
47. ↑  .   [2017-03-12]. （原始内容存档于2016-03-27）.
48. ↑  .   [2017-03-12]. （原始内容存档于2016-03-25）.
49. ↑  .   [2017-03-12]. （原始内容存档于2016-03-27）.
50. ↑  .   [2017-03-12]. （原始内容存档于2016-03-22）.
51. ↑  .   [2017-03-12]. （原始内容存档于2017-07-30）.
52. ↑  .   [2019-01-06]. （原始内容存档于2018-11-09）.
53. ↑  .   [2019-01-06]. （原始内容存档于2019-05-02）.

## 外部連結
- 東京地下鐵 – 日比谷站 （页面存档备份，存于）（繁體中文）
- 日比谷 - 東京都交通局